# August Rosner
August Rosner ps. „Gustaw Róża” (ur. ok. 1838 w Tarnowie, zm. 21 października 1863 w Jurkowicach) – oficer austriacki i powstaniec styczniowy.

## Rodzina
Pochodził z rodziny żydowskiej. Ojciec Dawid Rosner był lekarzem, ordynatorem szpitala dóbr Sanguszków w Gumniskach (obecnie dzielnica Tarnowa). Dwaj bracia Augusta również wybrali karierę lekarską:
- starszy brat Antoni (1831-1896) był profesorem wenerologii na Uniwersytecie Jagiellońskim w Krakowie[1],
- młodszy Ignacy (1849-1922) był specjalistą chorób wewnętrznych we Lwowie.

## Służba wojskowa
W armii austriackiej dosłużył się stopnia kapitana. W 1863 roku zaciągnął się do formowanej w Galicji partii powstańczej Dionizego Czachowskiego, gdzie objął dowództwo jednej z kompanii strzelców. Z partią Czachowskiego 20 października 1863 roku przekroczył Wisłę. W tym dniu uczestniczył w potyczce pod Osiekiem i w bitwie pod Rybnicą.
21 października objął dowodzenie partią po odejściu Czachowskiego z kawalerią w kierunku Klimontowa. Zginął tego samego dnia w bitwie pod Jurkowicami, próbując wyprowadzić podkomendnych z płonącej owczarni.
Pochowany został w zbiorowej mogile na cmentarzu parafialnym w Olbierzowicach.